# 마지막 별
《마지막 별》(영어: The Last Star)은 릭 얀시의 2016년 SF 장편소설로, 제5침공 삼부작의 마지막 작품이다.